# John Vink
John Vink (Brussel, 3 februari 1948) is een Belgische fotograaf.
Vink studeerde fotografie aan La Cambre. Hij begon als onafhankelijke fotograaf en freelance journalist te werken in 1971. Met het winnen van de prestigieuze W. Eugene Smith Grant in Humanistic photography in 1986 kwam hij in de internationale aandacht te staan. In 1993 werd Vink genomineerd als lid van Magnum Photos en in 1997 werd hij volwaardig lid. In 2017 trok hij zich terug als lid van dit fotocollectief.

## Werk
Vanaf 1985 begon Vink op regelmatige basis te werken voor het Franse dagblad Libération. Hij startte in datzelfde jaar ook een persoonlijk project, Water in the Sahel, waarvoor hij gedurende twee jaar verschillende keren op reis vertrok naar Niger, Mali, Burkina Faso, Senegal. In 1986 won hij voor dat werk de Eugene Smith-prijs.
Nog in '86 wordt Agence VU opgericht, een agentschap van fotografen in Parijs. Vink sluit zich van bij het begin aan.
In 1987 startte Vink een project op over vluchtelingenkampen in de wereld. Daarvoor trok hij naar India, Mexico, Honduras, Soedan, Hongarije, Thailand, Turkije, Malawi, Koerdistan, Bangladesh, Kroatië en Angola. In het Centre National de la Photographie (Parijs) werd in 1994 een tentoonstelling, Refugiés, aan dat project gewijd. Het boek verscheen een jaar eerder.
In Peuples d'En Haut benadrukte Vink hoe de moeilijke leefomstandigheden de betrokken volkeren sterk bewust maken van hun culturele identiteit. Hij maakte een reeks over gemeenschappen die in bergstreken leven, namelijk de Mam in Guatemala, de Hmong in Laos en de Svaneten in de Georgische bergregio Svanetië. Het project ging van start in 1993 en in september 2004 verscheen het boek bij Editions Autrement. 
Sinds 2000 leeft en werkt Vink in Cambodja, met als bedoeling zich te concentreren op één land in plaats van steeds te reizen. Sinds 2016 is Vink terug in België, hij leeft en werkt nu in Brussel.

### Overzicht boeken
- Refugiés (1993)
- Avoir 20 Ans à Phnom Penh (2000)
- Peuples d'En Haut (2004)
- Poids Mouche (2006)